# Hungarian Football League 2011
La Hungarian Football League 2011avrebbe dovuto essere la 7ª edizione del campionato di football americano di primo livello, organizzato dalla MAFSZ.
Il campionato è stato cancellato per ragioni organizzative e sono stati organizzati solo i campionati di Divízió I e Divízió II.
La federazione aveva previsto di organizzare un torneo comprendente squadre ungheresi (Budapest Cowboys, Budapest Wolves e Győr Sharks; erano stati invitati anche Nyíregyháza Tigers e Újbuda Rebels, ma queste due squadre hanno preferito iscriversi al campionato di secondo livello), austriache e serbe. A seguito della mancata partecipazione delle squadre invitate (e dei Békéscsaba Raptors e dei Budapest Hurricanes, a loro volta successivamente invitati) il torneo è stato annullato.
Budapest Cowboys, Budapest Wolves, Győr Sharks e Nyíregyháza Tigers hanno in seguito organizzato il Fall Bowl.